# 2023年日本长野袭击案
2023日本长野袭击案是一起于2023年5月25日在日本长野县中野市发生的杀人事件，又被称为长野四人杀害事件或5·25日本长野枪击事件。
青木政宪（日语：／，案发时31岁）持刀刺杀了两名住在附近的女性，随后用猎枪袭击接警赶到现场的两名长野县警察。犯案后，青木在自家据守至26日凌晨，最终因涉嫌杀人被捕。案件中的四名受害者均不幸身亡。
这是自1990年11月“第六次冲绳抗争”后，33年间首次在单一案件中有多名警察殉职的事件，不仅在该市、北信地方和长野县，还在日本全国的电视和报纸上被广泛报道，被评价为“给该地区投下巨大阴影”。

## 事件经过
2023年（令和5年）5月25日下午16时25分左右，长野县中野市江部的一处农田内，有居民在进行农作时向消防部门报警称“有男子刺伤一名女性”。16时35分左右，接警赶到的中野警察署地域警员在现场遭到袭击。一名身穿迷彩服、戴着帽子、墨镜和口罩的男子使用猎枪对警车射击。随后，该男子绕到警车后方接近副驾驶侧，持刀袭击了从副驾驶座下车的男性警部补。在户外开枪后，他躲入农田附近中野市议会议长的住宅内。
被刺的66岁女性和两名遭袭击的男性警察被送往医院后均被确认死亡。女性受害者于18时07分，两名男性警察则分别于18时18分和19时死亡。
17时33分，长野县警察发布消息称“一名疑似持枪男子在逃”。19时45分左右，中野市危机管理课呼吁附近居民在屋内避难，将以案发现场为中心的半径300米范围内划定为避难区域，并封锁了403号国道及附近县道。
经媒体报道得知，青木为市议会议长之子。袭击四人后，他回到家中与母亲和姑姑一同据守。期间，母亲在家中进行劝说，而父亲则通过电话尝试说服青木自首，却被他拒绝了，称“绞刑不能立即死亡，我不能接受”。在20时左右，现场传出两声枪响，据推测为青木试图用猎枪自杀未遂。据母亲供述，在20时30分过后，她对青木说“让我来帮你”，随后拿走猎枪逃出家门，后被警方保护。
22时41分左右，长野县警应请求，派遣警视厅刑事部特殊搜查班（SIT）队员前往现场，神奈川县警警备部特殊部队（SAT）也参与了行动。
次日凌晨，26日0时10分左右，青木的姑姑被警方解救。凌晨4时37分，青木被特警队员制服。同日8时21分，青木因涉嫌杀害巡查部长被正式逮捕。嫌疑人被捕后（4时54分），警方确认现场倒地的70岁女性已死亡，遇难者总数达到4人。调查显示，青木在袭击路过其住宅前的两名女性后，杀害了其中这名70岁女性，并将遗体放在推车上运回自家院内。
在被捕后的5月27日下午，青木从长野中央警察署被移送至长野地方检察厅。检方经过3个月的精神鉴定后，认定嫌疑人具备刑事责任能力，因此案件将移交至地方裁判所，由裁判员参与审理。

## 受害者
受害者的死因皆为失血过多。
竹内靖子（案发时70岁）
案发时，与村上幸枝一同散步，经过中野市议会议长住宅前时被青木持刀袭击。由于倒在青木据守现场附近，救援难以进行，直至次日早晨才被救出。
村上幸枝（案发时66岁）
在遭遇袭击后尝试逃离并向附近的一名男性求助，但被嫌疑人追上并连刺多刀。
玉井良树（案发时46岁，长野县中野市警署警部补）
案发时与巡查部长池内卓夫在田园地带巡逻，接警后在未携带手枪、未穿防弹衣的情况下赶赴现场。
被袭击时坐在警车副驾驶座，被嫌疑人开枪射击后下车，被刺多刀身亡。
池内卓夫（案发时61岁，中野市警署巡查部长）
驾驶警车赶赴现场时，被嫌疑人从驾驶座一侧的车窗外开枪射击，子弹穿透胸部。

## 嫌疑犯
嫌疑人青木政宪是中野市议会议长兼农药销售公司社长的长子，有两个弟弟。他小学和初中时期热爱棒球，高中就读于邻市的县立学校，进入东京都内的一所大学后开始独自生活，但很快退学。据知情人士透露，“从那时起，他的状态就发生了变化”，几乎不与他人交流。
回到老家后，他在父亲的建议下开始在附近的果园种植葡萄等作物。2019年，父亲在轻井泽町开设了一家冰淇淋店，2022年又在中野市开设分店，青木与母亲一同在店内工作，负责研究冰淇淋的调味。这几年他几乎不再参加当地的消防团、祭典保存会等社区活动。案件发生后，父亲于5月26日辞去市议员职务，6月8日新议长被选任。
关于刺杀两名女性的动机，青木向母亲解释：“看到她们边走边聊天时，我觉得她们在嘲笑我‘独自一人’。”母亲回忆称，他在大学时期曾因被人说“独自一人”而受到霸凌，对类似的言辞反应过激。在冰淇淋店工作时，有学生在闲聊时提到“在东京待着挺孤独的”，青木因此勃然大怒，认为自己被嘲笑“是个孤单的人”，与其发生了激烈的争吵。
关于枪击两名警察的原因，嫌疑人称：“我觉得警察会杀了我，所以我在被击中前开枪了。”
自2015年1月起，嫌疑人获得长野县公安委员会颁发的猎枪与其他枪支的狩猎用持枪许可。具体为：
- 2015年1月，获批持有一支霰弹枪。
- 2017年10月，获批另一支霰弹枪及一支气枪。
- 2019年2月，获批一支猎枪。

他每三年按规定完成持枪资格更新，并提交证明无精神疾病的医疗诊断书。同时，长野县警每年对持枪者进行一次健康及精神状态的面谈检查，2023年2月的检查也未发现异常。此外，据当地狩猎协会成员透露，嫌疑人并非猎友会成员。

## 调查
长野县警方于5月26日中午在警察总部召开新闻发布会，宣布在中野警察署成立由百人组成的搜查本部。
起初，嫌疑人供述称袭击两名女性的理由是“早就打算动手”，并承认杀害警察的原因是“以为会被射杀，所以先下手为强”。然而，之后他改口，声称“记不清了”，至少否认了警察杀害案对其的指控。

## 反响
内阁官房长官松野博一于5月26日的记者会上对事件表示哀悼：“向不幸遇难者表示深切哀悼，并向遗属致以诚挚慰问。”他同时表示：“目前警方正调查事件全程，包括作案动机及背景。政府将继续与相关机构协作，致力于根除枪支犯罪。”

## 后续影响
2023年5月28日，TBS电视台在日曜剧场时段播出的电视剧《Last Man-全盲搜查官-》第6集因剧情中涉及与本案类似的挟持场景，于节目开头加入了对观众的提醒字幕；剧集最后还通过字幕向受害者表示哀悼。

## 关联事件

#### 朝日新闻记者擅自进入嫌疑人宅院事件
2023年6月23日，长野县警方以涉嫌擅自入侵住宅为由，对朝日新闻东京总部影像报道部的男性摄影记者进行书面送检。该记者被指控在嫌疑人据守时擅自进入嫌疑人住宅范围约10分钟。据朝日新闻内部调查，该记者辩称“并不知晓已进入嫌疑人住宅范围”。警方已将嫌疑人住所周边300米范围划定为避难区域，并禁止未经许可进入。但据调查，记者在此1小时前曾进入该区域，并接受调查员的职务盘查。朝日新闻社公关部对此发表声明：“即便是为了采访，也不应超越正当行为范围，对此深表歉意。我们将彻底防止类似事件重演，并严格处理此事。”
2024年4月9日，饭山区检察厅以住宅入侵罪对该记者提起简易诉讼。饭山简易法院于4月16日执行对该记者罚款10万日元的简易判决。

## 脚注
1. ↑  因殉职而晋升二级至警视
2. ↑  因殉职而晋升二级至警部